# Милан Младеновић
Милан Младеновић (Загреб, 21. септембар 1958 — Београд, 5. новембар 1994) био је југословенски и српски музичар и антиратни активиста. Најпознатији је као певач и гитариста београдске рок групе Екатарина Велика.
Младеновић је један од најпознатијих и најутицајнијих рок извођача са простора бивше Југославије, истичући се својим талентом у свирању, компоновању и писању, харизмом, умом, авангардом и поетском занесеношћу, уврстио је се у симболе југословенске музике, као и у урбану легенду Београда.

## Биографија

### Детињство и младост
Рођен је 21. септембра 1958. године у Загребу, од оца Спасе (родом из Крушевца, Србија), који је био војно лице, и мајке Данице Пухарић (из Макарске, Хрватска). У шестој години се са породицом преселио у Сарајево, где је живео наредних неколико година, о чему је рекао:
Сарајево је вероватно мрачно утицало на мене. Био сам страшно ратоборан, истинољубив, мали, оволицки, и стално сам се тукао са старијима од себе. Они су ме, наравно, млатили и тако сам ја долазио кући крвав, плачући, и то је трајало тих шест, седам година колико сам живео тамо... Био сам клинац са наочарима и носио танго-гитару испод мишке. Одлазио сам на часове код чувеног Гари Гаринче. Од њега сам научио неке акорде. После сам се преселио у Београд.
Године 1970, породица Младеновић преселила се у Београд. Милан је похађао Једанаесту београдску гимназију у којој је крајем седамдесетих година, заједно са школским другом Драгомиром Михајловићем Гагијем и другом из краја Миланом Стефановићем — Микицом, основао свој први бенд — Лимуново дрво. Свирали су на гитаријадама у Жаркову и Железнику, у Блоку 45 (тзв. „Рок блок”), у Дому омладине, а одржали су и три самостална концерта у СКЦ-у и Студију М у Новом Саду. Познатије нумере Лимуновог дрвета биле су: „Да ли се сећате?”, „Седми круг”, „Око моје главе”, „Лимуново дрво”, „Не веруј”, „Преварен” и „Црни хлеб”. У то време Миланово друштво постало је активно укључено у нови правац музике познат као нови талас (енгл. new wave).

### Музичка каријера
Након одласка неких чланова прве поставе бенда, Лимуново Дрво наставља у постави са Душаном Којићем- Којом и Иваном Вдовићем — Вдом, која је наступила свега једном, као предгрупа Панкртима у СКЦ-у, 26. априла 1980. Изнервиран реакцијама из публике Гаги напушта бенд, а преостала тројица оснивају нови бенд — Шарло Акробата. Неколико песама групе („Нико као ја”, „Она се буди”, „Око моје главе” и „Мали човек”) објављено је у фебруару следеће године на култној компилацији „Пакет аранжман”, а 1981. године изашао је први и једини албум бенда — „Бистрији или тупљи човек бива кад…”, који се сматра једним од важнијих албума југословенског новог таласа. Шарло Акробата се након тога распао услед несугласица између Милана и Које.
Крајем 1981. године, Милан Младеновић са Драгомиром Михајловићем, другаром из бившег бенда Лимуново дрво, формира нови бенд Катарина II. Током 1982. новом бенду се прикључују клавијатуристкиња Маргита Стефановић Маги, басиста Бојан Печар и бубњар Шарла акробате Иван Вдовић. У тој постави група 1984. године издаје албум „Катарина II” на којем се налазе чувене нумере „Аут”, „Јесен”, „Радостан дан”, „Треба да се чисти”, „Ја знам” и друге. Већину текстова на деби плочи радио је Милан Младеновић, текстове за песме „Врт” и „Платформе” потписао је Гаги, а музика је заједничка. У том периоду, Гаги долази у сукоб са законом и по повратку из затвора сазнаје да више није члан групе. Михајловић као носилац права на име Катарина II ускраћује групи право да се даље њиме користи, те бенд бира ново име — „Екатарина Велика”. У ЕКВ долази нови бубњар Иван Феце Фирчи из Луне, уместо Вда. Године 1985, излази истоимени албум „Екатарина Велика” који добија повољне критике те скреће пажњу на бенд. Албум из 1986, „С’ ветром уз лице”, лансира их на сам врх југословенске рок сцене, где са Младеновићем на челу остају све до 1994. године издајући серију успешних албума.
Током рада са Екатарином, Младеновић сарађује као продуцент на албумима бендова „Густаф и његови добри духови” (Густафи) и Фит. 1985. године се заједно са осталим члановима Екатарине појављује у филму Горана Марковића „Тајванска канаста”, а следеће године и у филму Милана Живковића „Црна Марија” где игра главну улогу и за који је написао нумеру „Bus Station”. Исте године ће у сарадњи са Маргитом Стефановић, Зораном Белићем и Зораном Росићем учествовати у мултимедијалом перформансу "Реч, звук, светлост, покрет" који је одржан у СКЦ-у. Са Митром Суботићем - Субом ће сарађивати у више наврата - од обраде песме "Sex Machine" Џејмса Брауна до сарадње на албуму "Disillusioned" и првих наступа под именом Angel's Breath od 1988. do 1990. Почетком деведесетих заједно са члановима Екатарине Велике пише сонгове за представу "Мајка храброст" по тексту Бертолда Брехта а у режији Ленке Удовички, на којој још раде и Влатко Стефановски, Зоран Ерић (син Добрице Ерића), Ђорђе Петровић и други.

### Антиратни ангажман
Почетком југословенских ратова, 1992. године, са члановима група Партибрејкерс и Електрични оргазам формира пројекат „Римтутитуки”, чија је музичка активност концентрисана на антиратну пропаганду. Њихов једини сингл био је „Слушај 'вамо!”, с кључним рефреном „Мир, брате, мир”, издаје Б92, а промовисан је концертом на камиону који је кружио улицама Београда. ЕКВ, Партибрејкерс и Електрични оргазам септембра 1993. године свирају у Прагу и Берлину са загребачким саставом Вјештице у оквиру акције „Ко то тамо пјева”.
Ратно стање се непосредно одразило и на стваралаштво Екатарине Велике, нарочито на последњим албумима Дум дум и Неко нас посматра.
У време опсаде Дубровника, Милан се током доделе награде за групу године у Сава Центру обратио публици речима: "Нама је било врло олакшано да освојимо ову награду, због тога што су многи наши другови, наши пријатељи морали да напусте ову земљу. Ја их поздрављам овом приликом. Неки од њих овог тренутка... можда су живи, а можда и нису живи - у Загребу, Сарајеву, Љубљани, Дубровнику, Ријеци... Молим вас, да ли можемо један минут ћутања за оне који су погинули у овом рату који нема смисла?" Међутим, неки из гомиле су гласно негодовали, а чули су се чак и повици „ухапсите га”. Када је требало да гостују Римтутитукијем у Бањалуци током рата, Милан је из протеста отказао наступ зато што је експлозивом срушена најстарија и најпознатија бањалучка џамија Ферхадија из 1579. године.
Моја прва и највећа жеља би била да се пробудим и да установим да је 1990. година и да кажем: Ух, ал сам нешто ружно сањао!

### Пут у Бразил
У лето 1994. године Младеновић путује у Бразил, где са дугогодишњим пријатељем Митром Суботићем — Субом (алијас Rex Ilusivii) и неколико бразилских музичара снима албум „Angel’s Breath” („Дах анђела”). По Милановим речима, „то је нека врста психоделичног самба-рока с балканским утицајем”. Милан затим одлази у Париз, где је припремао видео-материјал за спот за песму „Црв”. Спот за песму је објављен након Миланове смрти на основу његовог самосталног рада и рада његових пријатеља.

### Болест и смрт
У августу 1994. године, након наступа Екатарине Велике на фестивалу у Будви, Младеновић добија дијагнозу да болује од жутице. Почетком октобра му је потврђена дијагноза рака панкреаса од којег је умро 5. новембра 1994. у Београду, пре објаве албума "Angel's Breath". Сахрањен је на Новом гробљу у Београду.

## Наслеђе
Три улице у главним градовима бивших југословенских република носе Младеновићево име. Наиме, једна улица у Земун пољу у Београду је 2004. године понела име Милана Младеновића, а почетком децембра 2007. године и у Забјелу, предграђу Подгорице, једној улици је дато његово име. У октобру 2012. једна од улица у насељу Јакушевац у Новом Загребу понела је његово име
Марта 2011. године, Либерално-демократска партија покренула је иницијативу да трг испред Дома омладине у Београду понесе име Милана Младеновића. Иницијативу је за само 12 дана потписало 15.000 грађана, а 14. јуна исте године, Скупштина градске владе потврдила је ову одлуку Према одлуци Скупштине Града од 14. јула 2011. плато испред Дома омладине у Београду носи име „Плато Милана Младеновића”, а плочу са његовим именом открио је последњи менаџер ЕКВ-а Душан Ерцеговац.
Основана је Задужбина Милана Младеновића 2018. године. Дана 5. новембра 2022. на улазу у зграду у којој је од 1973. до 1994. године становао, у Булевару Милутина Миланковића број 28 на Новом Београду, откривена је спомен плоча са Милановим ликом, уз стихове песме „Земља” групе ЕКВ.
У Народној библиотеци Србије је од новембра 2024. направљена стална изложбена постаква посвећена Младеновићу.

## Легат Милана Младеновића
Легат Милана Младеновића отворен је званично за јавност 5. новембра 2024. године, у Народној библиотеци Србије на дан обележвања 30 година од Младеновићеве смрти. Легат је формиран неколико година раније, на иницијативу Задужбине Милана Младеновића, када је Младеновићева заоставштина предата на чување Народној библиотеци Србије. Већина грађе је дигитализована (рукописни материјал и аудио формати) и на тај начин је додатно сачувана, а део предмета приређен је као стална поставка.
Део легата Милана Младеновића приређен је као стална поставка у просторијама Народне библиотеке Србије. Легат чине рукописна грађа, међу којима су песме, различити нацрти, дневници; затим лична библиотека Младеновића која броји око 200 публикација; око 260 фотографија; плоче, касете; награде и признања; и други лични предмети Млаеденовића међу којима се истиче његова гитара.

## Дискографија

### Шарло акробата
- „Пакет аранжман” Разни извођачи (Југотон, 1981.) — учешће
- „Бистрији или тупљи човек бива кад...” (Југотон, 1981.)

### Катарина II
- „Катарина II” 1984.

### Екатарина Велика
- „Екатарина Велика” 1985.
- „С’ ветром уз лице” 1986.
- „Љубав” 1987.
- „Само пар година за нас” 1989.
- „Дум дум” 1991.
- „Неко нас посматра” 1993.

### Римтутитуки
- „Слушај ’вамо” (Радио Б92, 1992.)

### Angel's Breath
- , 1994.) — Милан Младеновић и Митар Суботић Суба